# MC Mack
Donel Barton Jr., (nacido el 20 de marzo de 1975), más conocido por su nombre artístico MC Mack es un rapero estadounidense, Productor discográfico, cantante, empresario y compositor de Memphis, Tennessee. Es notable por su manera frenética de producir música con facilidad, lanzando más de 60 mixtapes y 30 álbumes desde el inicio de su carrera, así como su reticencia a unirse a Hypnotize Minds en los años 90, es considerado uno de los pioneros del Sur. Con la ayuda de Juicy J y DJ Paul (quien produjo su primer álbum con su sello independiente, Hypnotize Minds y Prophet Entertainment).
En 1991, MC Mack y Lil Corb se reunieron con el rapero y productor musical Scan Man. Estos tres, junto con algunos otros raperos locales, formaron un grupo inicialmente llamado "Killa Klan Kaze", que más tarde llegó a ser conocido como "The Kaze". El primer contrato de grabación para el grupo fue con Hypnotize Minds, bajo el sello que lanzaron su primer álbum, Kamakazie Timez Up, en 1998. Al mismo tiempo, Mack lanzó su primer álbum en solitario, "Chapters of Tha Mack For Life", en 2000 .

## Biografía
Mack nació el 20 de marzo de 1975 en Memphis, Tennessee. Su madre es diseñadora de moda y su padre es diseñador web. Tu abuelo fue un actor. Cuando Mack cumplió 7 años, él y su familia se mudaron al norte a Memphis, Tennessee. A partir de ahí, comenzó a preguntarse si la vida era buena o mala. Él describe el lugar como otro lugar, típico, aburrido, donde los niños se rasuran la cabeza en el verano. Cuando ingresó al sexto grado, fue golpeado por dos niños de octavo grado por vestirse como un rapero, lo que no era inusual allí, incluso a 45 minutos de Tennessee. Mack dice que en el norte los padres de todos eran cazadores y todos eran racistas o falsos racistas. Él describe a las personas y este racismo a partir de ahí, como hilarante, ridículo y repugnante.
Después de que Mack cumplió 9 años, y él estaba en Raleigh Egypt High School, donde comenzó a hacer música en la escuela secundaria. Mack dice que tiene influencias de Marvin Gaye, Earth Wind and Fire, Bootsy Collins, Stevie Nicks y Joni Mitchell. Él dice que lo escuchó y pensó que le gustaba porque a sus padres les gustaba, pero cuando tenía 10 años, se dio cuenta de que amaba la música. Mack dice que heredó un gran gusto musical de sus padres.
Mack comenzó a producir canciones para Internet en 2000 después del lanzamiento de su primer álbum. Desde el principio, Mack tenía una manera única de hacer todo, tanto en la forma en que producía sus canciones, lanzando 15 proyectos en 2010 y uno de sus proyectos en 2012, tiene 50 álbumes con todos los mixtapes, como en la forma en que canta: Mack llega Ha usado The Sampler, y en sus canciones y shows a menudo, algo que simplemente no existía en el mundo del hip hop, donde comenzó, en las letras y la atmósfera que crea en sus canciones.
Mack lanzó videos para YouTube en 2011, y su primer video ya tiene un ambiente sombrío, lo-fi, no solo en los videos sino también en la música. Su primer video fue grabado en una cámara VHS, y hasta el día de hoy realiza varios videos en VHS. Mack fue un pionero en la grabación de videoclips con cámaras VHS, que fue muy popular, y lo es hasta hoy.
Cuando su música comenzó a ganar repercusión nacional, vino el interés de las compañías discográficas. Pero hasta el día de hoy, continúa con su etiqueta independiente. En 1990, Mack fundó The Kame, un grupo de músicos inicialmente formado por él, su medio hermano Lil Corb como empresario, y M-Child y K-Rock, dos productores musicales. Hoy en día, el grupo tiene varios miembros, como Project Pat, Mac Yo, Nigaro, Scan Man, Pimp Teddy, Total Kayos y Suave, divididos entre productores de música, productores visuales digitales y fotógrafos. En 1990, Mack fundó The Kame, un grupo de músicos inicialmente formado por él, su medio hermano Lil Corb como empresario, y M-Child y K-Rock, dos productores musicales. Hoy en día, el grupo tiene varios miembros, como Project Pat, Mac Yo, Nigaro, Scan Man, Pimp Teddy, Total Kayos y Suave, divididos entre productores de música, productores visuales digitales y fotógrafos.
Desde que fundó, a menudo ha lanzado ropa en su tienda. Toda la ropa que se lanza está en la marca independiente, hecha con materiales de alta calidad, como dicen los clientes. Mack incluso lanzó una zapatilla deportiva, que se agotó el mismo día en que se lanzó el producto. Mack continúa lanzando varios modelos nuevos de camisas, chaquetas, pantalones cortos, gorras, gorras e incluso bolsos de mano, además de las cajas sorpresa, y planea lanzar más zapatillas, ya se han creado, la primera es desconocida porque era no se lanzó, y el segundo aún no se ha lanzado ya que Mack dijo en una publicación de Twitter que el stock de zapatos había terminado. También existe, que ya se ha creado y aún no se ha lanzado, y una versión negra de TeamSESH, que tampoco se ha publicado. TeamSESH tiene un "almacén", que también es como una oficina, donde se almacenan todas las prendas ya creadas y donde se envían las órdenes.

## Estilo de música
Mack es conocido por su estilo único en el que los ritmos son etéreos y los raperos son emocionales y verdaderos. Sin embargo, Mack ha sido descrito como "un rapero con un estilo único que está dirigido al rap Gangsta" y tiene su propio estilo personal, por lo tanto, cuando se descarga su canción, el género en los archivos es "Originales", sugiriendo que su estilo es su propio género musical. Mack mezcló diferentes estilos de rap en sus canciones, hizo música de tonos oscuros-Horrorcore, así como rap de influencia futurista; sin embargo, afirma que todas sus canciones son solo un género.
A lo largo de los años de su carrera musical, Mack desarrolló una gran base de seguidores, donde ayudó al Underground hip hop a desarrollar nuevos estilos y fue seleccionado como "uno de los mejores artistas underground".

## Discografía

### Álbumes de estudio
- My Last Underground Tape (1997)
- Chapters Of Tha Mack For Life (2001)
- Talez From da Mackside (2001)
- Macknificent (2003)
- Pure Ana, Pt. 1 (2010)
- Pure Ana, Pt. 2 (2010)
- Pure Ana, Version 1.5 (2010)
- Pure Ana Part 3: Ana Kingz (2010)
- Pure Ana, Vol. 4: Portrait of an Assassin (2012)
- Best of Pure Ana (2014)
- For Life da Undaboss: Volume 5 (2014)
- Krunk Kreators (2017)
- Immackulate (2017)
- Krunk Kreators 2 (2018)
- My 1st Recordings (2018)
- Anotha Tale from da Mackside (2018)
- Return of da Mack (2018)
- Still Mackin' (2018)

### Mixtapes
- Vol. 10 Chronicles of the Juice Manne (1994) with Juicy J
- Kami Kaze with Kami Kaze Inc.
- Don't Play No Games (2004) with Playa Panne
- Broken Halos: Da Compilation Album (2008)
- Dark Rituals (2010)
- The Hatred (2010)
- Best of the Best (2011) with T-Rock
- Juice (2011)
- Psycho Sounds: Murderbells of Mempho (2014)
- Play No Games: The Soundtrack (2015) with T-Rock
- In the Mix Vol. 1 - Throwed & Slöged  (2016)